# Bloc national de la liberté
Le Bloc national de la liberté ou Blocco Nazionale della Libertà était une coalition politique italienne de partis monarchistes. Cette coalition a eu une courte durée de vie. La plupart de ses militants ont ensuite participé à la fondation du Parti national monarchiste. Son emblème était une étoile.
En juin 1946, cette coalition a recueilli 3 % des voix et 16 députés élus et a perdu le référendum institutionnel concomitant sur le choix entre la république ou la monarchie,.

## Composition
15 juillet 1946-17 janvier 1947
Président
- Roberto Bencivenga

Secrétaire
- Francesco Marinaro

autres membres
- Giuseppe Buonocore
- Francesco Caroleo
- Vincenzo Cicerone
- Carlo Colonna Di Paliano
- Orazio Condorelli
- Roberto Lucifero d'Aprigliano
- Vincenzo Selvaggi
- Luigi Filippo Benedettini[4]